# Bert Bell
Pro Football Hall of Fame 1963
De Benneville "Bert" Bell né le 25 février 1895 à Philadelphie, en Pennsylvanie et mort le 11 octobre 1959, également à Philadelphie, est commissaire de la National Football League (NFL) de 1946 jusqu'à sa mort en 1959. En tant que commissaire, il introduit la parité concurrentielle dans la NFL pour améliorer la viabilité commerciale de la ligue et promouvoir sa popularité, et il contribue à faire de la NFL l'entreprise sportive la plus saine financièrement et l'attraction sportive la plus importante aux États-Unis. Il est intronisé à titre posthume au Pro Football Hall of Fame en 1963.
Bell joue au football américain à l'université de Pennsylvanie, où, en tant que quarterback, il mène son équipe à une participation au Rose Bowl de 1917. Après avoir été enrôlé dans l'armée américaine pendant la Première Guerre mondiale, il retourne à Penn pour terminer sa carrière universitaire et est devenu entraîneur adjoint de football américain des Quakers dans les années 1920. Pendant la Grande Dépression, il est entraîneur adjoint des Owls de Temple et cofondateur et copropriétaire des Eagles de Philadelphie.
Avec les Eagles, Bell ouvre la voie en coopérant avec les autres propriétaires de la NFL pour établir le Draft de la National Football League afin de donner aux équipes les plus faibles la première occasion de signer les meilleurs joueurs disponibles. Il devient ensuite le seul propriétaire des Eagles, mais la franchise souffre financièrement. Il finit par vendre l'équipe et achète une participation dans les Steelers de Pittsburgh. Pendant la Seconde Guerre mondiale, Bell argumente astucieusement contre la suspension des activités de la ligue jusqu'à la fin de la guerre.
Après la guerre, il est élu commissaire de la NFL et vend sa participation dans les Steelers. En tant que commissaire, il met en œuvre une politique proactive de lutte contre le jeu, négocie une fusion avec l'All-America Football Conference (AAFC) et élabore unilatéralement le calendrier de la ligue dans son ensemble en mettant l'accent sur l'amélioration de l'effet dramatique des matchs de fin de saison. Pendant l'âge d'or de la télévision, il adapte les règles du jeu pour renforcer son attrait pour les médias et applique une politique de blackout des retransmissions locales des compétitions à domicile pour préserver les recettes des billets. Au milieu des critiques des propriétaires de franchises et sous la pression du Congrès, il reconnaît unilatéralement la National Football League Players Association (NFLPA) et facilite l'élaboration du premier plan de retraite pour les joueurs. Il survit pour superviser le « plus grand match jamais joué » et pour imaginer ce que la ligue allait devenir dans le futur.

## Premières années (1895–1932)
Bert Bell naît De Benneville Bell, le 25 février 1895, à Philadelphie, de John C. Bell et Fleurette de Benneville Myers. Son père est un avocat qui a rempli un mandat de procureur général de Pennsylvanie. Son frère aîné, John C., Jr., naît en 1892. Les parents de Bert sont très riches, et la lignée de sa mère est antérieure à la guerre d'Indépendance américaine. Son père, un Quaker de l'université de Pennsylvanie (promotion de 1884) pendant les débuts du football américain, l'accompagne à son premier match lorsque Bell a six ans. Par la suite, Bell participe régulièrement à des matchs de football américain avec des amis d'enfance.
En 1904, Bell s'inscrit à l'Académie épiscopale, à l'école Delancey de 1909 à 1911, puis à l'école Haverford jusqu'en 1914. À peu près à cette époque, son père est installé comme directeur d'athlétisme à Penn et contribue à la création de la National Collegiate Athletic Association (NCAA). À Haverford, Bell est capitaine des équipes de football américain, de basket-ball et de baseball de l'école, et reçoit la Yale Cup pour avoir été l'élève qui a le plus contribué à promouvoir l'athlétisme à l'école. Bien qu'il excelle au baseball, son dévouement est pour le football. Son père, qui est nommé administrateur à Penn en 1911, déclare à propos des plans de Bell pour le collège : « Bert ira à Penn ou il ira en enfer ».

### Université de Pennsylvanie (1914–1919)

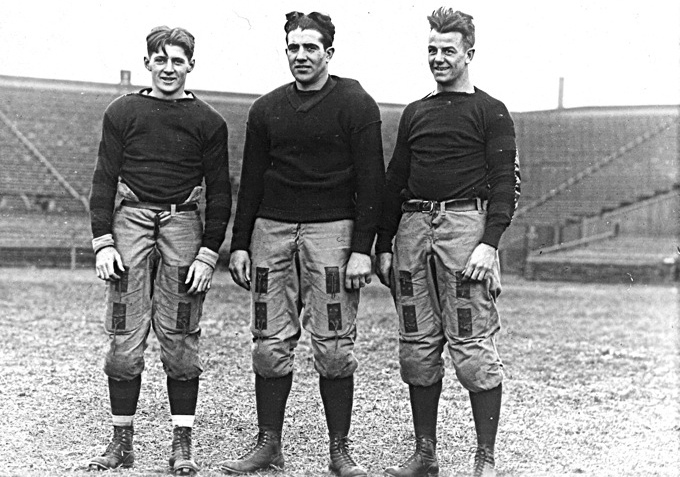
Bell (à gauche) avec ses coéquipiers de Penn, Ben Derr (centre) et Joe Berry en 1916

Bell entre à Penn à l'automne 1914 comme major anglais et rejoint Phi Kappa Sigma,. Dans un cas rare pour un étudiant de deuxième année, il devient le quarterback titulaire de l'entraîneur de Penn, George H. Brooke (en). Au sein de l'équipe, il est également défenseur, punter et punt returner. Après le départ de l'équipe avec trois victoires de rang, Bell partage temporairement ses fonctions de quarterback jusqu'à ce qu'il les reprenne plus tard dans la saison, Penn terminant avec un bilan de trois victoires pour cinq défaites et deux matchs nuls.
Avant la saison 1916 de Penn, sa mère est morte alors qu'il est en route pour son chevet. Néanmoins, il débute le premier match des Quakers sous la direction du nouvel entraîneur Bob Folwell (en), mais les résultats mitigés le laissent en réserve pour le reste de la saison. Penn termine avec un bilan de sept victoires pour deux défaites et un match nul. Cependant, les Quakers obtiennent une invitation pour le Rose Bowl de 1917 contre les Ducks de l'Oregon. Bien que le meilleur gain offensif de Penn lors de leur défaite 20-14 contre l'Oregon ait été une course de 20 yards menée par Bell, il est remplacé en fin de match après avoir lancé une interception.
Au cours de la saison 1917, Bell mène Penn à un bilan de neuf victoires et deux défaites. Par la suite, il s'inscrit dans une unité hospitalière mobile de l'armée américaine pour la Première Guerre mondiale et est déployé en France en mai 1918. Son unité ayant participé à des tâches dangereuses, elle reçoit une lettre de félicitations pour bravoure du général John J. Pershing, et Bell est promu premier sergent. Après la guerre, il retourne aux États-Unis en mai 1919. Il revient à Penn en tant que capitaine de l'équipe à l'automne et se comporte de nouveau de manière erratique. Les Quakers finissent l'année 1919 avec un bilan de six victoires, deux revers et un partage. Sur le plan académique, son aversion pour les cours l'oblige à quitter Penn sans diplôme au début de 1920. Ses années d'études universitaires se terminent par un statut de borderline All-American,, mais cette période de sa vie prouve qu'il possède les qualités d'un leader,.

### Début de carrière (1920–1932)
Bell crée les Stanley Professionals à Chicago en 1920, mais il les dissout avant de jouer, en raison de la publicité négative reçue par Chicago à la suite du scandale des Black Sox,. Il rejoint l'équipe de John Heisman à Penn en tant qu'entraîneur adjoint en 1920, et il y restera pendant plusieurs années. À Penn, il est bien considéré comme entraîneur de football américain, et après la saison 1924, il reçoit des offres pour des postes d'entraîneur-chef dans d'autres universités, mais les refuse. Dès 1926 au moins, il se consacre à la socialisation et fréquente le Saratoga Race Course, où il compte parmi ses amis Tim Mara (en), Art Rooney et George Preston Marshall. En 1928, Bell remet sa démission à Penn pour protester contre l'importance des mêlées en cours de saison lors des entraînements de Lud Wray (en), un autre entraîneur adjoint. Sa démission est acceptée avant le début de la saison 1929.
Bell est alors un employé du Ritz-Carlton à Philadelphie. À un moment donné, il s'essaye comme courtier en bourse et perd 50 000 dollars lors du krach de Wall Street en 1929. Son père le tire d'affaire et il recommence à travailler au Ritz. De 1930 à 1932, il est entraîneur de l'équipe de football des Owls de Temple. En 1932, Marshall tente de convaincre Bell d'acheter les droits d'une franchise de la NFL, mais Bell dénigre la ligue et ridiculise l'idée. Lorsque Pop Warner (en) est engagé pour entraîner Temple pour la saison 1933, il choisit d'engager ses propres assistants et Bell est licencié,.

## Carrière NFL

### Eagles de Philadelphie (1933–1940)
Au début de 1933, l'opinion de Bell sur la NFL change, et il veut devenir propriétaire d'une équipe basée à Philadelphie. Après avoir été informé par la NFL qu'une condition préalable à l'octroi d'une franchise à Philadelphie était que les blue laws de Pennsylvanie doivent être apaisées,,,, il devient la force majeure dans le lobbying pour faire annuler ces lois,,,. Il emprunte des fonds à Frances Upton, s'associe à Lud Wray et obtient les droits d'une franchise à Philadelphie,,,, qu'il baptise « Eagles de Philadelphie »,.
Après la saison inaugurale des Eagles en 1933,,, Bell épouse Upton à l'église catholique St. Madeleine Sophie à Mount Airy (en). Quelques jours plus tard, sa suggestion de décerner au vainqueur du match de championnat de la NFL le Ed Thorp Memorial Trophy (en) est confirmée. En 1934, les Eagles terminent avec un bilan de quatre victoires pour sept défaites. L'incapacité des Eagles à défier sérieusement les autres équipes rend difficile la vente de billets
, et son incapacité à signer un candidat talentueux d'une université, l'amène à affirmer que la seule façon d'apporter de la stabilité au championnat est d'instituer une draft pour que les équipes les plus faibles aient un avantage à signer les joueurs les plus importants,. En 1935, sa proposition de draft est acceptée et,, en février 1936, la première est lancée, au cours de laquelle il fait office de maître de cérémonie,. Plus tard ce mois-là, son premier enfant, Bert Jr, naît.
Au cours des trois premières années des Eagles, les partenaires dépensent 85 000 dollars, et lors d'une vente aux enchères publique, Bell devient l'unique propriétaire des Eagles avec une offre de 4 500 dollars. Des mesures d'austérité le forcent à supplanter Wray comme entraîneur principal des Eagles, et Bell les mène à leur pire bilan, une seule victoire pour onze défaites. En décembre, une demande de franchise à Los Angeles est bloquée par Rooney, propriétaire des Steelers de Pittsburgh, et Bell, car ils jugent la distance à parcourir pour les matchs trop grande. Au cours de la saison 1937 des Eagles, son deuxième enfant, Upton Bell (en), naît. Lors de la première saison rentable des Eagles, en 1938, ils enregistrent un bilan de 5 succès pour 6 revers mais terminent la saison suivante avec une victoire, neuf défaites et un nul et la saison 1940 avec une seule victoire encore pour dix défaites.

### Steelers de Pittsburgh (1940–1945)
En décembre 1940, Bell concilie la vente des Steelers de Rooney à Alexis Thompson (en), puis Rooney acquiert la moitié des intérêts de Bell dans les Eagles,,. Dans une série d'événements connus sous le nom de Pennsylvania Polka, Rooney et Bell échangent leur équipe complète des Eagles et leurs droits territoriaux à Philadelphie à Thompson contre son équipe complète des Steelers et ses droits à Pittsburgh,. Apparemment, Rooney apporte son aide à Bell en le récompensant par une commission de 20 % sur la vente des Steelers,. Bell devient l'entraîneur-chef des Steelers et Rooney le directeur général,,.
Pendant le camp d'entraînement de la saison inaugurale des Steelers à Pittsburgh, Bell est optimiste quant aux perspectives de l'équipe, mais il s'effondre après que Rooney dénigre l'équipe et remarque avec désinvolture qu'ils ressemblent aux same old Steelers (SOS - les mêmes vieux Steelers),,,. Après avoir perdu les deux premiers matchs de la saison 1941, Rooney contraint Bell à démissionner de son poste d'entraîneur-chef. La carrière d'entraîneur de Bell se termine sur un bilan de 10-46-2. Son pourcentage de victoire de 0,179 est le deuxième plus bas de l'histoire de la NFL, après celui de Phil Handler (en) (0,105) pour les entraîneurs ayant au moins cinq saisons. Et avec 36 matchs sous les 0,500, il détient le record de la futilité jusqu'à ce que John McKay (en) le dépasse en 1983 et Marion Campbell (en) en 1988,,. Sa première et dernière fille, Jane Upton, naît plusieurs mois après la fin de la saison.
En 1943, 40 % des joueurs de la NFL ont été enrôlés dans les forces armées américaines pour la Seconde Guerre mondiale. La difficulté qui en résulte à mettre en place une équipe complète conduit certains propriétaires à recommander la fermeture de la ligue jusqu'à la fin de la guerre. Bell s'y oppose de bon gré, craignant que la ligue ne puisse pas reprendre ses activités facilement après la guerre. Comme la Ligue majeure de baseball se poursuit sans relâche, la NFL doit également le faire.
Tout au long de l'affiliation de Bell aux Steelers, il souffre financièrement et Rooney lui achète une part croissante de la franchise. Pour aggraver les problèmes de Bell, Arch Ward (en) organise l'All-America Football Conference (AAFC) en 1944 pour déplacer la souveraineté de la NFL dans le football américain professionnel,. L'AAFC de Ward commence rapidement à attirer des joueurs de la ligue,,,, ce qui entraîne une hausse drastique des salaires,. Dans la procédure de contrat de Bill Dudley avec les Steelers, il attribue l'anxiété de Bell pendant les négociations à la rivalité de l'AAFC. En outre, à la fin de 1945, les Steelers se trouvent dans la situation la plus périlleuse de leur histoire sur le plan économique.

### Commissaire de la NFL (1946–1959)

#### Élection, Hapes-Filchock, et le programme de la NFL (1946–1948)
Elmer Layden (en) est nommé premier commissaire de la NFL en 1941, mais Ward semble dicter son embauche. Layden remet sa démission pour raisons personnelles en janvier 1946,, et Bell, qui n'est pas très respecté à Pittsburgh,, est élu pour le remplacer,,. Il reçoit un contrat de trois ans à 20 000 $ par an, et négocie la vente de sa participation dans les Steelers à Rooney, bien qu'à un prix que Bell n'a pas interprété comme étant la pleine valeur. Il est ensuite immédiatement placé au centre d'une controverse dans laquelle les propriétaires refusent à Dan Reeves la permission de déplacer les Rams de Cleveland à Los Angeles,,,. Bell est le modérateur d'un règlement et, en conséquence, les Rams de Los Angeles sont formés,,,. Comme condition préalable à la location du Los Angeles Coliseum par les Rams, ils signent un accord avec Kenny Washington, qui marque le début de la fin de la ségrégation raciale sur le terrain, mais qui provoque aussi provoqué l'enfer chez les propriétaires.

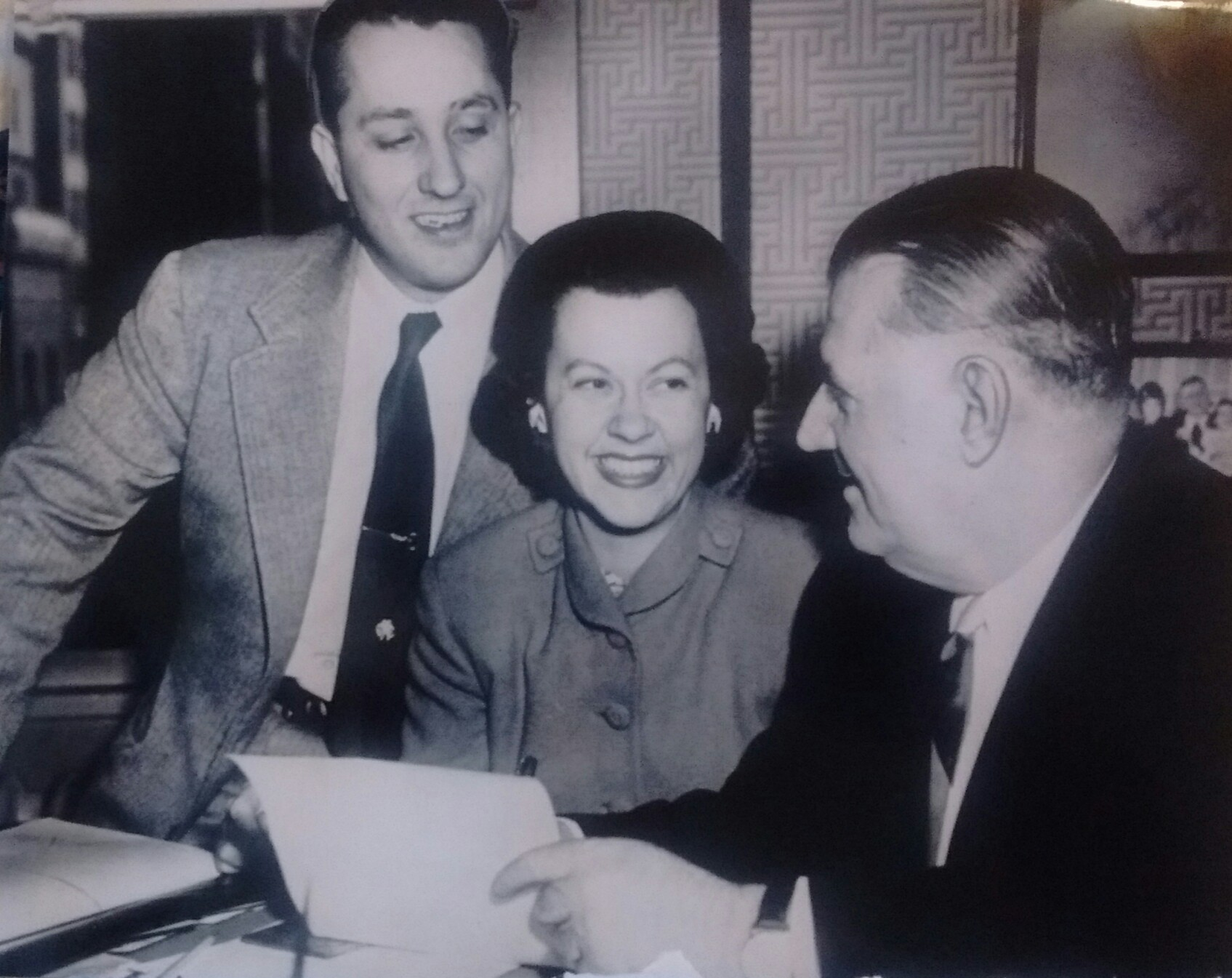
Giles E. Miller et sa femme, Betty, achètent la franchise qui portera le nom de Texans de Dallas avec le commissaire de la NFL, Bert Bell, en janvier 1952

L'établissement d'un calendrier de saison régulière est une source de discorde permanente entre les propriétaires de la NFL depuis la création de la ligue. Le nœud du problème est que la programmation des matchs implique de peser l'intérêt des propriétaires qui, au début de la saison, veulent que leurs franchises affrontent les équipes qui attirent le plus de monde, par rapport aux propriétaires qui veulent affronter les franchises les plus faibles afin d'étoffer le bilan de victoires et de défaites de leur équipe,. L'impasse qui en résulte contraint les propriétaires, en 1946, à conférer à Bell la seule discrétion dans l'élaboration du calendrier de la ligue,,. Il utilise cette responsabilité pour, au début de la saison, opposer les équipes les plus faibles aux autres équipes faibles, et les équipes fortes aux autres équipes fortes,. Son but est d'augmenter le nombre de spectateurs en maintenant la différence de classement des équipes au minimum, aussi loin que possible dans la saison,.
À la veille du match de championnat de 1946, Bell est informé que Merle Hapes (en) et Frank Filchock (en) des Giants de New York sont impliqués dans un scandale de corruption,,,,. Filchock est autorisé par Bell à jouer le match, mais Hapes est suspendu,,. Lors de la réunion suivante des propriétaires de la NFL, Bell craint que les répercussions de cet événement ne conduisent à son licenciement. Cependant, il est agréablement surpris d'apprendre que son contrat serait porté à cinq ans à raison de 30 000 dollars par an,. Fort d'un soutien renouvelé, il persuade les propriétaires de lui permettre d'ajouter des prolongations « mort subite » lors des séries éliminatoires,,,.
Par la suite, il inscrit une résolution anti-paris dans la constitution de la ligue,, qui lui donne la possibilité de bannir tout personnel associé à la NFL pour avoir parié sur un match ou pour avoir dissimulé des informations sur un match éventuellement truqué,. En outre, pour empêcher les parieurs d'obtenir des informations privilégiées, il cache les noms des officiels qu'il affecte aux matchs et il ordonne à chaque équipe de promulguer un rapport sur les blessures qui énumère toutes les personnes susceptibles de ne pas participer à un match,. Finalement, il fait pression pour que tous les États américains criminalisent le trucage d'événements sportifs et pour que des employés soient employés par la NFL pour enquêter sur d'éventuelles arnaques aux paris,.

#### Fusion AAFC-NFL (1948–1950)
La lutte de la NFL contre l'All-America Football Conference (AAFC) engendre des tensions sur les salaires,, la fréquentation des stades, le marketing, et en 1949, elle empêché la NFL de faire des bénéfices pendant trois années consécutives. Bell et les représentants des deux ligues se rencontrent pour tenter une fusion, mais leurs efforts sont vains,. Dans une affaire sans rapport, il informe les propriétaires que les registres de fréquentation montrent que la retransmission télévisée des matchs au niveau local a un impact négatif sur la vente des billets à domicile. Néanmoins, il concrétise le premier contrat de télévision de la NFL, le match de championnat de 1949. Simultanément, il traite un procès de Bill Radovich, qui est mis sur liste noire pour avoir quitté les Lions de Détroit et avoir obtenu un emploi à l'AAFC, aux Dons de Los Angeles,,. Bell et les propriétaires sont informés par John C. Jr., le frère de Bell, que ce procès n'est potentiellement pas gagné, et les ramifications de l'issue de l'affaire pèsent lourdement sur Bell.
L'un des principaux obstacles à une fusion AAFC-NFL est la prétendue violation des droits territoriaux revendiquée par George Preston Marshall. Finalement, Bell obtient suffisamment de soutien pour parvenir à un compromis avec l'AAFC. À la fin de 1949, les ligues fusionnent et Bell reste commissaire,, son contrat étant prolongé de cinq à dix ans et trois équipes de l'AAFC (les Browns de Cleveland, les 49ers de San Francisco et les Colts de Baltimore) rejoignent la NFL,. Cherchant à tirer profit de la publicité de la rivalité résiduelle, il utilise le « drame exquis » et son sens des affaires et attribue le match d'ouverture de 1950 à une confrontation entre les Eagles de Philadelphie, champions NFL de 1949, et les Browns, quatre fois consécutivement champions de l'AAFC,. Se sentant en sécurité financièrement après la fusion, il achète sa première maison pour lui et sa famille à Narberth, en Pennsylvanie.

#### Marketing de la NFL (1950–1956)
En 1950, Bell instaure une règle de blackout (en) dans la NFL qui interdit à toutes les équipes de téléviser leurs matchs à domicile dans un rayon de 75 miles autour de leur stade - sauf pour les Rams,,. En conséquence, le ministère de la justice des États-Unis (DOJ) ouvre une enquête sur une violation de la loi antitrust Sherman. En conséquence, la fréquentation des Rams pour 1950 chute de 50 %,,, ce qui augure un désastre financier potentiel. En 1951, Bell accorde à la DuMont Television Network une licence pour la diffusion des matchs de championnat pendant les cinq années suivantes, et il stipule que les équipes sont libres de développer leurs propres contrats de télévision de manière indépendante,,.
Cependant, avant la saison 1951, il a réimposé la règle du black-out à toutes les équipes du championnat,. Le DOJ porte plainte à ce sujet et Bell rétorque publiquement : « Vous ne pouvez pas donner aux fans un match gratuit à la télévision et vous attendre à ce qu'ils se rendent au stade » ; néanmoins, la plainte est renvoyée au procès pour janvier 1952. Après la fin de la saison 1951, Bell obtient le contrôle unilatéral de la mise en place d'une stratégie télévisuelle pour la NFL,. Il négocie un accord avec DuMont, qui lui accorde les droits de diffusion nationale d'un match de la saison régulière chaque semaine,, et il ordonne que les revenus de ce contrat soient partagés équitablement entre toutes les équipes,. Dans le cas du DOJ, le juge décide que la politique de black-out est légale, mais Bell, et les franchises, collectivement, sont enjoints de négocier un contrat de télévision,, ; Bell est aux anges. Plus tard dans l'année, il force l'un des propriétaires des Browns de Cleveland à vendre toutes ses parts dans l'équipe après que Bell détermine que le propriétaire parie sur les matchs de son équipe. Bien qu'il déteste prendre l'avion, à un moment donné, il visite les camps d'entraînement de chaque équipe et donne des conférences sur le danger que les parieurs représentent pour la ligue,.
Bell autorise la tenue d'un Pro Bowl à la fin de chaque saison afin de mettre en valeur les talents des meilleurs joueurs. Mais au début des années 1950, les activités sur le terrain sont parfois dénigrées au point de frôler les coups et blessures, les joueurs vedettes des équipes étant vicieusement pris pour cible par les joueurs adverses. Bell répond aux accusations de brutalité de la ligue en disant : « Je n'ai jamais vu de ma vie un joueur de football malicieusement sale et je ne crois pas qu'il y en ait ». Néanmoins, il ordonne que les émissions suivent une règle de conduite stricte selon laquelle les annonceurs de télévision ne sont pas autorisés à critiquer le jeu, et ni les bagarres, ni les blessures ne peuvent être télévisées en vertu de sa conviction que les annonceurs sont « des vendeurs de football américain professionnel [et] nous ne voulons pas que les enfants croient que se battre est la façon d'y jouer. »,.
Bell est critiqué pour avoir censuré des émissions de télévision, une accusation qu'il rejette comme non pertinente parce qu'il pense qu'il n'entrave pas la presse écrite mais qu'il fait seulement de la publicité pour un produit. Après que CBS et NBC obtiennent les droits de diffusion des matchs en 1956,, il conseille aux franchisés d'éviter de critiquer les jeux ou les officiels, et prévient que la télévision leur donne « leur plus grande chance de vendre la NFL et que tout le monde doit présenter au public les plus grands jeux combinés avec le meilleur esprit sportif ». Cette relation avec la télévision est le début de l'ascension de la NFL pour devenir le sport le plus populaire d'Amérique.

#### Compromis avec la NFLPA (1956–1957)
Dans l'affaire Radovich contre la National Football League, la Cour suprême se prononce en faveur de Radovich et déclare que la NFL est soumise aux lois antitrust,, ce qui implique que la légalité de la draft et de la clause de réserve (en) est douteuse,. Bell fait valoir dans les médias que la NFL doit être exemptée des règles antitrust et déclare que la ligue est un sport et non une entreprise. Il invite le Congrès à mener une enquête sur la décision de la Cour. La commission judiciaire de la Chambre, présidée par Emanuel Celler - qui estime que la draft est illégale et doit être abolie -, se réunit en juillet 1957 pour discuter des ramifications de la décision Radovich. Red Grange et Bell témoignent à la sollicitation du comité et soutiennent que la draft est essentielle au succès du sport,. Les représentants de la National Football League Players Association (NFLPA) contredisent ces déclarations et déclarent que la draft et la clause de réserve sont anti-ouvrières, et il semble que le Congrès va accepter leur position. Face à l'opposition du Congrès, Bell reconnaît officiellement la NFLPA et déclare qu'il négociera avec ses représentants.
Cependant, Bell ne parle qu'en son nom et sans les auspices des propriétaires. Lors de la réunion suivante des propriétaires, Rooney avertit qu'ils doivent soit reconnaître la NFLPA, soit démettre Bell de ses fonctions de commissaire. Pour ce faire, ils sont tenus se mettre d'accord lors d'un vote qui nécessite une super-majorité,. Bell tente sans succès de persuader les propriétaires de permettre à la NFLPA d'agir en tant qu'agent de négociation pour les joueurs,. Il trouve cependant un compromis avec les propriétaires pour les amener à accepter certaines des demandes de la NFLPA en matière de normes salariales et de prestations de santé,.

#### Derniers jours (1958–1959)
Pour la saison 1958, la durée des temps morts est portée de 60 à 90 secondes, et les responsables mandatés par Bell appellent à quelque temps morts télévisés à chaque match - un changement qui suscite les critiques des journalistes sportifs. Le match de championnat de 1958 devient le premier match de championnat de la NFL décidé en prolongation, et il est considéré comme « le plus grand match de football jamais joué »,. Ce match accroît encore la possibilité de commercialiser le football par le biais de la publicité télévisée, et le drame associé aux prolongations en a été le catalyseur,. Des années plus tard, après avoir vu Bell pleurer ouvertement après le match, Raymond Berry l'attribue à la prise de conscience par Bell de l'impact que le match aura sur la prévalence du sport,,.
La mort de Tim Mara (en) en février déstabilise Bell et il fait une crise cardiaque plus tard ce mois-là. Il se convertit au catholicisme cet été là en raison de l'insistance de sa femme, la mort de Mara, et de son amitié durable avec Rooney, un catholique pratiquant,. Son médecin lui conseille d'éviter d'aller aux matchs de football américain, ce à quoi il répond en plaisantant : « Je préfère mourir en regardant le football américain plutôt que dans mon lit sans mes chaussures ». Bell et ses enfants assistent à un match des Eagles le 11 octobre au Franklin Field contre les Steelers (ses deux anciennes équipes). Les Eagles lui offrent des places dans les tribunes, ainsi qu'à ses invités, pour regarder le match, mais il préfère acheter ses propres billets et s'asseoir avec les autres fans. Assis derrière la zone d'en-but pendant le quatrième quart temps du match, il subit une crise cardiaque mortelle et décède plus tard dans la journée à l'hôpital universitaire voisin,. Le trésorier de la Ligue, Austin Gunsel (en), est nommé commissaire intérimaire de la NFL pour le reste de la saison.
Ses funérailles ont lieu à l'église catholique romaine St. Margaret de Narberth et Monseigneur Cornelius P. Brennan prononce l'éloge funèbre, alors que des amis proches et des admirateurs assistent à la messe. Dominic Olejniczak (en) et tous les propriétaires d'alors des franchises de la NFL sont porteurs du cercueil,. Bell est enterré au cimetière du Calvaire à West Conshohocken, en Pennsylvanie, au nord-ouest de Philadelphie.

## Héritage et honneurs
Bell est intronisé au Pro Football Hall of Fame, au Penn Athletics Hall of Fame, au Philadelphia Sports Hall of Fame et au Haverford's Athletic Hall of Fame. Le Maxwell Football Club (en), qu'il fonde en 1937, décerne depuis 1959 le trophée Bert Bell au meilleur joueur de la NFL de l'année. Le Bert Bell Benefit Bowl (en) est joué en son honneur de 1960 à 1969.
Bien que sa carrière couvre la déségrégation et la réintégration de la NFL, en tant que propriétaire, il n'a jamais eu d'Afro-Américain dans aucune de ses équipes, mais Bert Jr. pense que la simple discussion sur le fait de savoir si son père a des préjugés est absurde. La façon dont Bell gère la fusion avec l'AAFC est saluée comme un triomphe personnel,. Bien qu'il n'ait pas eu les moyens d'empêcher les paris en gros sur les jeux,,, il a été proactif en veillant à ce que les matchs ne soient pas truqués par les joueurs,, et il a créé les bases de la politique contemporaine de la NFL contre les jeux.
On reproche à Bell d'être trop strict dans son refus de laisser les matchs à guichets fermés être retransmis à la télévision locale. Néanmoins, son équilibre entre les émissions de télévision et la protection de l'assistance aux matchs fait de la NFL le « sport professionnel le plus sain d'Amérique », et il est le « principal protagoniste de l'évolution du football professionnel vers le sport majeur d'Amérique ». Il comprend que la ligue a besoin d'un contrat de télévision coopérative avec partage des revenus, mais il ne réussit pas à surmonter les obstacles pour y parvenir,. Il est dépeint par les rédacteurs sportifs comme le garant d'un traitement équitable des joueurs par les propriétaires, et sa décision de reconnaître la NFLPA face à l'adversité des propriétaires a été un « coup de maître » pour contrecarrer l'intervention du Congrès. Après qu'il établit les conditions d'un plan de retraite avec les joueurs en 1959, peu de progrès sont réalisés avec la NFLPA,, cependant, le premier plan de retraite des joueurs, le plan de retraite de la NFL de Bert Bell, est approuvé en 1962.
La mise en œuvre de la draft par Bell n'a pas de résultats immédiats,, mais il est « le plus grand contributeur à la prospérité de la ligue » au cours de ses quatre-vingt-quatre premières années. Sa version originale de la draft est jugée inconstitutionnelle par la suite,, mais son ancrage du succès de la ligue à l'équilibre compétitif a été salué par les contemporains et les historiens du sport. Bell dit souvent : « N'importe quel dimanche, n'importe quelle équipe de la NFL peut battre n'importe quelle autre équipe »,.

## Bilan d'entraîneur principal
| Équipe                 | Année          | Saison régulière | Saison régulière | Saison régulière | Saison régulière | Saison régulière |
| Équipe                 | Année          | G                | P                | N                | %                | Classement       |
| ---------------------- | -------------- | ---------------- | ---------------- | ---------------- | ---------------- | ---------------- |
| Eagles de Philadelphie | 1936           | 1                | 11               | 0                |                  | 5e NFL Eastern   |
| Eagles de Philadelphie | 1937           | 2                | 8                | 1                |                  | 5e NFL Eastern   |
| Eagles de Philadelphie | 1938           | 5                | 6                | 0                |                  | 4e NFL Eastern   |
| Eagles de Philadelphie | 1939           | 1                | 9                | 1                |                  | 5e NFL Eastern   |
| Eagles de Philadelphie | 1940           | 1                | 10               | 0                |                  | 5e NFL Eastern   |
| Steelers de Pittsburgh | 1941           | 0                | 2                | 0                |                  | 5e NFL Eastern   |
| Total Eagles           | Total Eagles   | 10               | 44               | 2                |                  |                  |
| Total Steelers         | Total Steelers | 0                | 2                | –                |                  |                  |
| Total                  | Total          | 10               | 46               | 2                |                  |                  |

## Articles publiés
- (en) Bert Bell, « The Money Game. », Liberty Nagazine, vol. XIII,‎ 28 novembre 1936, p. 59-60.
- (en) Bert Bell, « Offensive Football. », Popular Football,‎ 1941, p. 111.
- (en) Bert Bell, « This is Commissioner Bell Speaking. », Pro Football Illustrated, vol. XII,‎ 1952, p. 60-63.
- (en) Bert Bell et Paul Martin, « Do the Gamblers Make a Sucker Out of You? », Saturday Evening Post, vol. CCXXI,‎ 6 novembre 1948, p. 28.
- (en) Bert Bell et Ed Pollock, « Let's Throw Out the Extra Point. », Sport, vol. XV,‎ octobre 1953, p. 24-25.
- (en) Bell, Bert (1957). The Story of Professional Football in Summary. Bala Cynwyd, PA: National Football League.

### Articles de journaux
1. 1 2 3  (en) « A football man: Bert Bell, Penn, and the Philadelphia Eagles », sur Penn Today (consulté le 7 février 2020).
2. 1 2  (en) « Bert Bell heads Haverford School Hall of Fame induction class. », sur archive.ph, Mainline Media News, 14 mars 2010 (consulté le 7 février 2020).
3. 1 2  (en) « The Man Who Modernized Pro Football. », sur www.upenn.edu, Penn Gazette, septembre 2009 (consulté le 7 février 2020).
4. ↑  (en) « All American Selection Quits Quaker College. », New York Tribune,‎ 13 janvier 1920, p. 12 (ISSN 1941-0646, lire en ligne, consulté le 7 février 2020)
5. ↑  (en) « How Does it Strike You. », Evening Public Ledger,‎ 17 novembre 1922, p. 30 (ISSN 2151-3945, lire en ligne, consulté le 7 février 2020)
6. ↑  (en) Robert W. Maxwell, « Colleges Already Preparing for Football by Cleaning Out Cash Registers and Polishing Up Stars. », Evening Public Ledger,‎ 1er septembre 1920, p. 14 (ISSN 2151-3945, lire en ligne, consulté le 7 février 2020)
7. ↑  (en) Robert W. Maxwell, « Widespread Baseball Probe Harmful for Pro Grid Sport; Bell Disbands Local Eleven. », Evening Public Ledger,‎ 5 octobre 1920, p. 18 (ISSN 2151-3945, lire en ligne, consulté le 7 février 2020)
8. ↑  (en) Robert W. Maxwell, « Stanley Football Team Disbands. », Evening Public Ledger,‎ 1er octobre 1920, p. 18 (ISSN 2151-3945, lire en ligne, consulté le 7 février 2020)
9. ↑  (en-US) Special to The New York Times, « BELL SIGNED BY TEMPLE.; Former Penn Football Captain to Be Assistant Coach. », The New York Times,‎ 4 décembre 1929 (ISSN 0362-4331, lire en ligne, consulté le 7 février 2020)
10. ↑  (en) « Rooney and Bell Views Differ After Early Look at Steelers. », sur news.google.com, The Pittsburgh Press, 10 août 1941 (consulté le 8 février 2020).
11. ↑  (en) « Coaches, Records, and Coaching Totals », sur Pro-Football-Reference.com (consulté le 8 février 2020).
12. ↑  (en-US) By Frank Fitzpatrick, STAFF WRITER, « NFL draft and Philadelphia were once synonymous, thanks to Bert Bell », sur inquirer.com (consulté le 8 février 2020).
13. ↑  (en-US) The Associated Press, « Merle Hapes, 75, Ex-Giant Fullback », The New York Times,‎ 21 juillet 1994 (ISSN 0362-4331, lire en ligne, consulté le 8 février 2020)
14. 1 2 3  (en-US) Al Hirshberg, « He Calls the Signals for Pro Football; In an age when most moguls of professional sports have only limited jurisdiction, Bert Bell of the National Football League lays down the law -- and happily gets away with it. He Calls The Signals PRO LEADERS », The New York Times,‎ 23 novembre 1958 (ISSN 0362-4331, lire en ligne, consulté le 8 février 2020)
15. ↑  (en) « Bell Planning Campaign to Kill Gambling », sur news.google.com, The Windsor Daily Star, 10 janvier 1947 (consulté le 8 février 2020).
16. ↑  (en) Dick Heller, « Washington-Baltimore Should Be a Hatefest for the Ages. », sur www.questia.com, The Washington Times, 25 octobre 1997 (consulté le 9 février 2020).
17. ↑  (en) Dan Hall, « Hallucinations. », sur news.google.com, St. Petersburg Times, 23 mai 1951 (consulté le 9 février 2020), p. 17.
18. ↑  (en) « Westinghouse to Sponsor Professional TV Football. », sur news.google.com, Pittsburgh Post-Gazette, 14 mars 1953 (consulté le 9 février 2020).
19. 1 2  (en) « 'I DON'T BELIEVE THERE IS DIRTY FOOTBALL' », sur Vault, Sports Illustrated, 21 janvier 1957 (consulté le 9 février 2020).
20. ↑  (en) « Pro Football Would Welcome Probe, Says NFL Commissioner Bert Bell. », sur news.google.com, The Tuscaloosa News, 26 février 1957 (consulté le 9 février 2020), p. 8.
21. ↑  (en) Jarrett Bell, « Timeline of NFL labor disputes. », sur www.usatoday.com, USA Today, 12 mars 2011 (version du 6 décembre 2011 sur Internet Archive).
22. ↑  (en-US) Jace Evans, « 1958's 'Greatest Game Ever Played' between Colts and Giants named best game in NFL history », sur USA Today (consulté le 9 février 2020).
23. ↑  (en) Associated Press, « Greatest Game: Remembering ’58 NFL title game. », sur nbcsports.msnbc.com, NBC Sports, 13 décembre 2008 (version du 12 octobre 2012 sur Internet Archive)
24. ↑  (en) Associated Press, « NFL Head Bert Bell dies at 65. », sur news.google.com, Pittsburgh Post-Gazette, 12 octobre 1959 (consulté le 9 février 2020).
25. ↑  (en) Ralph Bernstein, « Heart attack is fatal to Bert Bell. », sur news.google.com, Times Daily, 12 octobre 1959 (consulté le 9 février 2020).
26. ↑  (en) Associated Press, « Austin Gunsel named actig boss of NFL. », sur news.google.com, Pittsburgh Post-Gazette, 15 octobre 1959 (consulté le 9 février 2020).
27. ↑  (en) Associated Press, « Bell funeral this morning. », sur news.google.com, Pittsburgh Post-Gazette, 14 octobre 1956 (consulté le 9 février 2020).
28. ↑  (en) « - PennAthletics.com—The Official Website of University of Pennsylvania Athletics », sur www.pennathletics.com, 29 septembre 2011 (version du 29 septembre 2011 sur Internet Archive)
29. ↑  (en) « Philadelphia Sports Hall of Fame », sur www.phillyhall.org, 21 août 2012 (version du 21 août 2012 sur Internet Archive)
30. ↑  (en) Mickey Herskowitz, « Spreading the wealth rings a Bell. », sur Houston Chronicle, 1er juin 2005 (consulté le 9 février 2020).
31. ↑  (en) « Player BIO | Pro Football Hall of Fame Official Site », sur www.profootballhof.com (consulté le 9 février 2020).
32. ↑  (en) « NFL Adopts Pensions for Five Year Vets. », sur news.google.com, Pittsburgh Post-Gazette, 25 mai 1962 (consulté le 9 février 2020).
33. ↑  (en) « Smith v. Pro Football, Inc., 593 F.2d 1173 | Casetext », sur casetext.com (consulté le 9 février 2020).
34. ↑  (en) « Bert Bell Record, Statistics, and Category Ranks », sur Pro-Football-Reference.com (consulté le 9 février 2020).

### Ouvrages
1. ↑  Didinger et Lyons 2005, p. 6.
2. 1 2 3  McCambridge 2005, p. 41.
3. ↑  Lyons 2010, p. 1.
4. 1 2  Lyons 2010, p. 3.
5. ↑  Lyons 2010, p. 2.
6. 1 2  Sullivan 1968, p. 23-24.
7. 1 2  Lyons 2010, p. 3-4.
8. 1 2  Lyons 2010, p. 2-3, 5.
9. ↑  Lyons 2010, p. 4.
10. ↑  Lyons 2010, p. 5.
11. ↑  Marquis 1934, p. 286.
12. 1 2  Lyons 2010, p. 5-7.
13. ↑  Rothe 1951, p. 34.
14. ↑  Lyons 2010, p. 6-7.
15. 1 2 3 4  McCambridge 2009, p. 1080.
16. 1 2  Lyons 2010, p. 7-8.
17. ↑  King 1958, p. 21.
18. ↑  Lyons 2010, p. 10.
19. 1 2 3  Lyons 2010, p. 11-15.
20. 1 2  Lyons 2010, p. 16-20.
21. ↑  Lyons 2010, p. 20.
22. ↑  Umphlett 1992, p. 143-144.
23. 1 2  Lyons 2010, p. 22-23.
24. ↑  Lyons 2010, p. 23-29.
25. ↑  Lyons 2010, p. 23, 29.
26. ↑  Lyons 2010, p. 25-27.
27. 1 2  Lyons 2010, p. 30-32.
28. ↑  Lyons 2010, p. 49.
29. ↑  Lyons 2010, p. 28.
30. ↑  McCambridge 2009, p. 1081.
31. ↑  Ruck, Patterson et Weber 2010, p. 56, 95.
32. 1 2 3  Westcott 2001, p. 101.
33. 1 2  Willis 2010, p. 303-304.
34. 1 2  Algeo 2006, p. 13-15.
35. 1 2  Ruck, Patterson et Weber 2010, p. 95.
36. ↑  Lyons 2010, p. 46-47.
37. ↑  Claassen 1963, p. 336.
38. 1 2  McCambridge 2005, p. 42.
39. ↑  Peterson 1997, p. 112.
40. ↑  Lyons 2010, p. 47.
41. ↑  Willis 2010, p. 310-311.
42. ↑  Coenen 2005, p. 237.
43. 1 2  Didinger et Lyons 2005, p. 255.
44. ↑  Lyons 2010, p. 33-38, 41.
45. ↑  Willis 2010, p. 327-328.
46. ↑  Lyons 2010, p. 54.
47. ↑  Lyons 2010, p. 56.
48. 1 2  McCambridge 2005, p. 43.
49. 1 2  Peterson 1997, p. 119.
50. ↑  Williams 1997, p. 119.
51. ↑  Willis 2010, p. 341-343.
52. ↑  DeVito 2006, p. 84.
53. ↑  Williams 1997, p. 41-42.
54. ↑  Lyons 2010, p. 60.
55. ↑  Claassen 1963, p. 335.
56. ↑  Claassen 1963, p. 342.
57. ↑  Didinger et Lyons 2005, p. 256.
58. ↑  Willis 2010, p. 355.
59. ↑  Lyons 2010, p. 70.
60. ↑  Lyons 2010, p. 72-73.
61. ↑  Didinger et Lyons 2005, p. 258.
62. 1 2  Algeo 2006, p. 16.
63. ↑  Ruck, Patterson et Weber 2010, p. 183-184.
64. ↑  Herskowitz 1990, p. 149.
65. ↑  Lyons 2010, p. 81-82.
66. ↑  Lyons 2010, p. 87.
67. 1 2  Ruck, Patterson et Weber 2010, p. 187.
68. ↑  Ruck, Patterson et Weber 2010, p. 303.
69. 1 2 3  McCambridge 2005, p. 45.
70. ↑  Lyons 2010, p. 88.
71. ↑  Lablanc 1994, p. 62.
72. ↑  Claassen 1963, p. 247.
73. ↑  Lyons 2010, p. 90.
74. ↑  Lyons 2010, p. 90-91.
75. 1 2  Ruck, Patterson et Weber 2010, p. 225.
76. ↑  Lyons 2010, p. 92.
77. ↑  Algeo 2006, p. 29, 35, 46.
78. ↑  DeVito 2006, p. 103.
79. ↑  Rooney, Halaas et Masich 2007, p. 71.
80. ↑  McCambridge 2005, p. 13.
81. ↑  Davis 2005, p. 196-197.
82. 1 2  Davis 2005, p. 199.
83. ↑  Piascik 2007, p. 11.
84. ↑  Littlewood 1990, p. 166.
85. ↑  Staudohar 1986, p. 56.
86. ↑  Ruck, Patterson et Weber 2010, p. 228.
87. ↑  Davis 2005, p. 200-201.
88. ↑  Whittingham 2002, p. 229.
89. ↑  Claassen 1963, p. 251-252.
90. ↑  Littlewood 1990, p. 133.
91. 1 2  McCambridge 2005, p. 15.
92. ↑  Peterson 1997, p. 159.
93. ↑  Davis 2005, p. 201.
94. ↑  Williams 1997, p. 41.
95. ↑  Lyons 2010, p. 116-117.
96. ↑  Lyons 2010, p. 114.
97. 1 2  Lyons 2010, p. 166-167.
98. 1 2  McCambridge 2005, p. 15-16.
99. 1 2  Davis 2005, p. 201-202.
100. 1 2  Yost 2006, p. 57-58.
101. 1 2  Lyons 2010, p. 117-118.
102. ↑  Rathet et Smith 1984, p. 210.
103. ↑  Willis 2010, p. 302, 303, 308, 371, 383.
104. ↑  Yost 2006, p. 61.
105. 1 2 3  Sullivan 1968, p. 26.
106. ↑  McCambridge 2005, p. 40.
107. 1 2  Maule 1964, p. 242.
108. 1 2 3  Ruck, Patterson et Weber 2010, p. 248.
109. ↑  Coenen 2005, p. 127.
110. ↑  Peterson 1997, p. 159160.
111. ↑  McCambridge 2005, p. 48.
112. ↑  Lyons 2010, p. 130.
113. ↑  Lyons 2010, p. 130-131.
114. ↑  Pervin 2009, p. 16.
115. ↑  Davis 2005, p. 207.
116. 1 2  Lyons 2010, p. 129.
117. ↑  Lyons 2010, p. 289.
118. ↑  DeVito 2006, p. 83.
119. ↑  Willis 2010, p. 301.
120. 1 2  Lyons 2010, p. 131-132.
121. ↑  Lyons 2010, p. 203-204.
122. 1 2 3  McCambridge 2005, p. 48-49.
123. ↑  Lyons 2010, p. 134-135.
124. 1 2 3  Lyons 2010, p. 142.
125. ↑  Yost 2006, p. 60.
126. ↑  Daley 1963, p. 193.
127. ↑  Davis 2005, p. 203–204.
128. ↑  Coenen 2005, p. 125-126.
129. ↑  Coenen 2005, p. 125.
130. ↑  Lyons 2010, p. 171.
131. ↑  Piascik 2007, p. 125.
132. ↑  Lyons 2010, p. 146.
133. 1 2  Coenen 2005, p. 154.
134. ↑  Ruck, Patterson et Weber 2010, p. 290.
135. ↑  Lyons 2010, p. 156-157.
136. ↑  USHCJ 1957b, p. 2778–2779.
137. ↑  Piascik 2007, p. 27.
138. ↑  Carroll et al. 1999, p. 1197.
139. ↑  Lyons 2010, p. 154-155.
140. ↑  Davis 2005, p. 229.
141. 1 2  Lyons 2010, p. 150, 163.
142. 1 2  McCambridge 2005, p. 52.
143. ↑  Lyons 2010, p. 147.
144. ↑  Peterson 1997, p. 191-192.
145. ↑  Brown et Clary 1979, p. 197.
146. ↑  Davis 2005, p. 259–260, 266, 268–269.
147. ↑  Lablanc 1994, p. 10.
148. ↑  Coenen 2005, p. 157.
149. 1 2  Peterson 1997, p. 197.
150. ↑  Hessions 1990, p. 45.
151. ↑  McCambridge 2005, p. 70.
152. 1 2  Rader 1984, p. 86-87.
153. ↑  McCambridge 2005, p. 73, 480.
154. ↑  Davis 2005, p. 271.
155. ↑  McCambridge 2005, p. 73.
156. ↑  Coenen 2005, p. 157-158.
157. 1 2  Rader 1984, p. 86.
158. 1 2  Lyons 2010, p. 196.
159. ↑  Coenen 2005, p. 156, 162.
160. ↑  Patton 1984, p. 55.
161. ↑  Peterson 1997, p. 198.
162. ↑  Lyons 2010, p. 199-200.
163. ↑  Brown et Clary 1979, p. 230–232.
164. ↑  Patton 1984, p. 48.
165. ↑  USHCJ 1957b, p. 2587.
166. ↑  Summerall et Levin 2010, p. 36-37.
167. ↑  Brown et Clary 1979, p. 214.
168. ↑  Ratterman et Deindorfer 1962, p. 125.
169. ↑  Piascik 2007, p. 155.
170. ↑  King 1958, p. 37.
171. ↑  Lyons 2010, p. 282.
172. ↑  Patton 1984, p. 37.
173. ↑  Rader 1984, p. 87.
174. ↑  Maraniss 2000, p. 168–169.
175. ↑  Lomax 2001, p. 16.
176. 1 2  Coenen 2005, p. 182.
177. ↑  Ruck, Patterson et Weber 2010, p. 293.
178. ↑  Lyons 2010, p. 255–256.
179. ↑  Lyons 2010, p. 261.
180. 1 2  Carroll 1999, p. 199.
181. ↑  USHCJ 1957b, p. 2596.
182. 1 2  Rooney, Halaas et Masich 2007, p. 78.
183. ↑  Ruck, Patterson et Weber 2010, p. 294.
184. ↑  USHCJ 1957b, p. 2580a–2580at.
185. 1 2 3  Staudohar 1986, p. 63.
186. 1 2  Oriard 2007, p. 57.
187. ↑  Gifford et Richmond 2008, p. 121.
188. ↑  Maule 1964, p. 245.
189. ↑  Powers 1984, p. 84.
190. ↑  Gifford et Richmond 2008, p. 207–208, 210, 214.
191. ↑  Gifford et Richmond 2008, p. 230.
192. ↑  Patton 1984, p. 41.
193. ↑  Powers 1984, p. 88.
194. ↑  Gifford et Richmond 2008, p. 213.
195. ↑  Gifford et Richmond 2008, p. 229.
196. 1 2  Lyons 2010, p. 308.
197. ↑  Ruck, Patterson et Weber 2010, p. 311.
198. ↑  Rooney, Halaas et Masich 2007, p. 26.
199. ↑  Ruck, Patterson et Weber 2010, p. 84.
200. 1 2  Lyons 2010, p. 275.
201. ↑  Lyons 2010, p. 312.
202. 1 2  Lyons 2010, p. 311-312.
203. 1 2  Lyons 2010, p. 315.
204. ↑  Rooney, Halaas et Masich 2007, p. 238.
205. ↑  McCambridge 2005, p. 53.
206. ↑  Brown et Clary 1979, p. 194.
207. ↑  Oriard 2007, p. 13.
208. ↑  Gifford et Richmond 2008, p. 29.
209. ↑  Brown et Clary 1979, p. 230-232.
210. ↑  Yost 2006, p. 60-61.
211. ↑  Ruck, Patterson et Weber 2010, p. 222.
212. ↑  Patton 1984, p. 52-53.
213. ↑  Riger et Maule 1960, p. 9.
214. ↑  Berry, Gould et Staudohar 1986, p. 96.
215. ↑  Coenen 2005, p. 90.
216. ↑  Yost 2006, p. 55.
217. ↑  Staudohar 1986, p. 79-81.
218. ↑  Coenen 2005, p. 89.
219. ↑  Lyons 2010, p. 287.
220. ↑  McCambridge 2005, p. 107.